# Ussac
Ussac ist eine französische Gemeinde mit 4271 Einwohnern (Stand: 1. Januar 2022) im Département Corrèze in der Region Nouvelle-Aquitaine. Sie gehört zum Arrondissement Brive-la-Gaillarde sowie zum Kanton Malemort. Ussac ist Mitglied des Gemeindeverbandes Communauté d’agglomération du Bassin de Brive. 

## Geografie

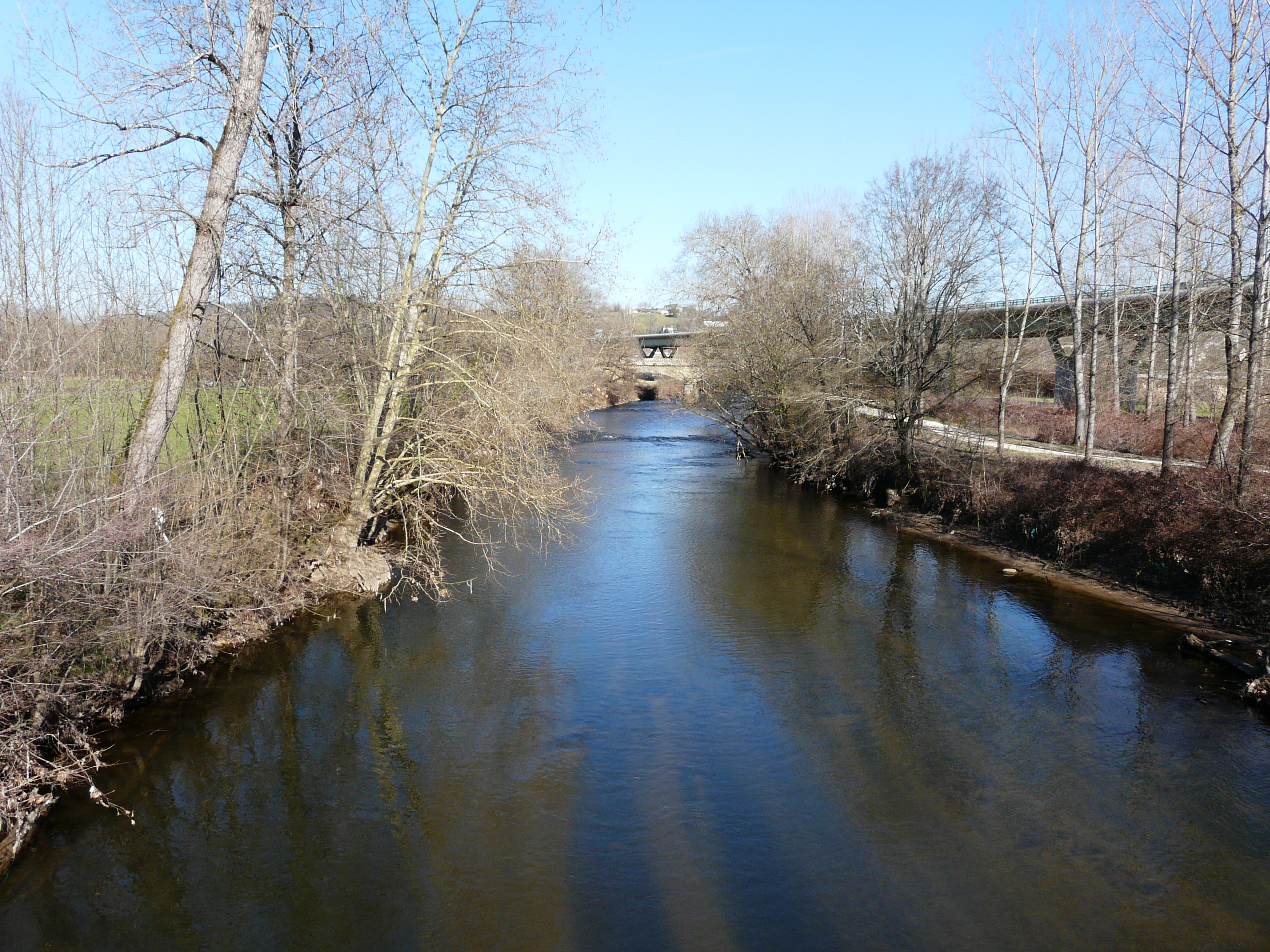
Die Corrèze bei Ussac

Die Gemeinde liegt im Ballungsraum nördlich von Brive-la-Gaillarde am Fluss Corrèze.
Im Gemeindegebiet liegt das Autobahndreieck der Autoroute A89 mit der Autoroute A20.

### Nachbargemeinden
Umgeben ist Ussac von den Nachbargemeinden Donzenac im Norden, Sainte-Féréole im Osten und Nordosten, Malemort-sur-Corrèze im Südosten, Brive-la-Gaillarde im Süden, Saint-Pantaléon-de-Larche im Südwesten, Varetz im Westen sowie Saint-Viance im Nordwesten.

## Bevölkerungsentwicklung
| Jahr      | 1962 | 1968 | 1975 | 1982 | 1990 | 1999 | 2006 | 2018 |
| Einwohner | 1240 | 1387 | 1655 | 2077 | 2762 | 3260 | 3475 | 4186 |

## Wappen
Blasonierung: In Rot eine silberne Jakobsmuschel über einem liegenden silbernen Halbmond. Je ein goldenes Schwert zu den Seiten, die Spitze zum Schildfuß zeigend.

## Sehenswürdigkeiten
- Kirche Saint-Julien aus dem 12. Jahrhundert, Umbauten im 15. und 17. Jahrhundert, Monument historique seit 1963